# Боло-хауз
Комплекс Боло-хауз (узб. Boloyi hovuz masjidi) — архитектурный ансамбль, находящийся на регистане Бухары, состоящий из мечети, минарета и хауза.

## История
Мечеть Боло-хауз возведена на средства матери узбекского правителя Абулфейз-хана — Ситораи Мохи-хоса; до Революции служила главной пятничной мечетью Бухары, в ней молился бухарский эмир. Зимняя мечеть и хауз были сооружены в 1712 году, фасад зимней мечети был заслонен расписным айваном летней мечети на гипертрофированно вытянутых колоннах. Согласно М. Ю.  Саиджонову, айван был отремонтирован в 1917 году. В том же году зодчим Ширином Мурадовым был выстроен минарет.

## Конструкция и архитектура
Мечеть отстроена по типу большой квартальной мечети и имеет зимнюю и летнюю части. Зимней частью является четырёхколонный зал, имеющий несколько входов. Летняя же часть — это айван, окружающий собой с трёх сторон зимний зал мечети.
Колонны айвана сделаны из дерева в форме сталактитов и служат для поддержки потолка айвана, поэтому они укреплены на бетонном фундаменте. Колонны, находящиеся с одной из торцевых сторон айвана, выполнены особо — они образуют парадный вход в айван и затем зимнюю мечеть. Оформление интерьера характерно для XIX — начала XX веков.